# 香港紅卍字會柴灣卍慈小學
香港紅卍字會柴灣卍慈小學（英語：Hong Kong Red Swastika Society Chai Wan Primary School，1971年－1998年），是昔日柴灣區的一所政府資助小學，由香港紅卍字會於1971年創立，以半日制模式辦學，但因興華一期重建，所以學校於1998年停辦，學校辦學僅27年。

## 歷史
學校在1971年創校初期在重建前的柴灣興華邨第一期1號校舍辦學，其後在1993年，香港政府宣佈重建興華邨第一期而搬遷到柴灣邨13座6樓（前保良局總理聯誼會第一小學校舍）繼續辦學，直至1998年停辦為止。

## 歷任校長

### 上午校
- 陳家光先生（1971－1988）
- 仇健文先生（1988－1994）
- 丁翠英女士（1994－1998）

## 歷任校監
- 蔣曹麗姫女士（1971－1981）
- 譚國榮先生（198？－1998）

## 外部連結
- 香港紅卍字會 - 慈善活動史 （页面存档备份，存于）